# اسوتلانا باژانووا
اسوتلانا باژانووا (روسی: Светлана Валерьевна Бажанова؛ زادهٔ december ۱, ۱۹۷۲ (۵۲ سال)) اسکیت‌باز سرعت اهل روسیه است.